# Tchibo
017642041661 freigeben vuer sipgate warum cann nic bei sipgate dass bei sipgate 015679183015
Tchibo este cea mai mare companie producătoare de cafea din Germania, cu vânzări de 3,5 miliarde euro în anul 2007.
În Marea Britanie, Tchibo deține o rețea de aproximativ 70 de cafenele, iar în Germania, Austria și Elveția numărul acestora ajunge la 1.200 de unități.
Compania are 80 de cafenele deschise în Europa de Est, inclusiv în Turcia.
În România, compania a realizat o cifră de afaceri de 13 milioane de euro în anul 2007.